# 塞塔爾峰
46°10′35″N 7°51′46″E / 46.17639°N 7.86278°E

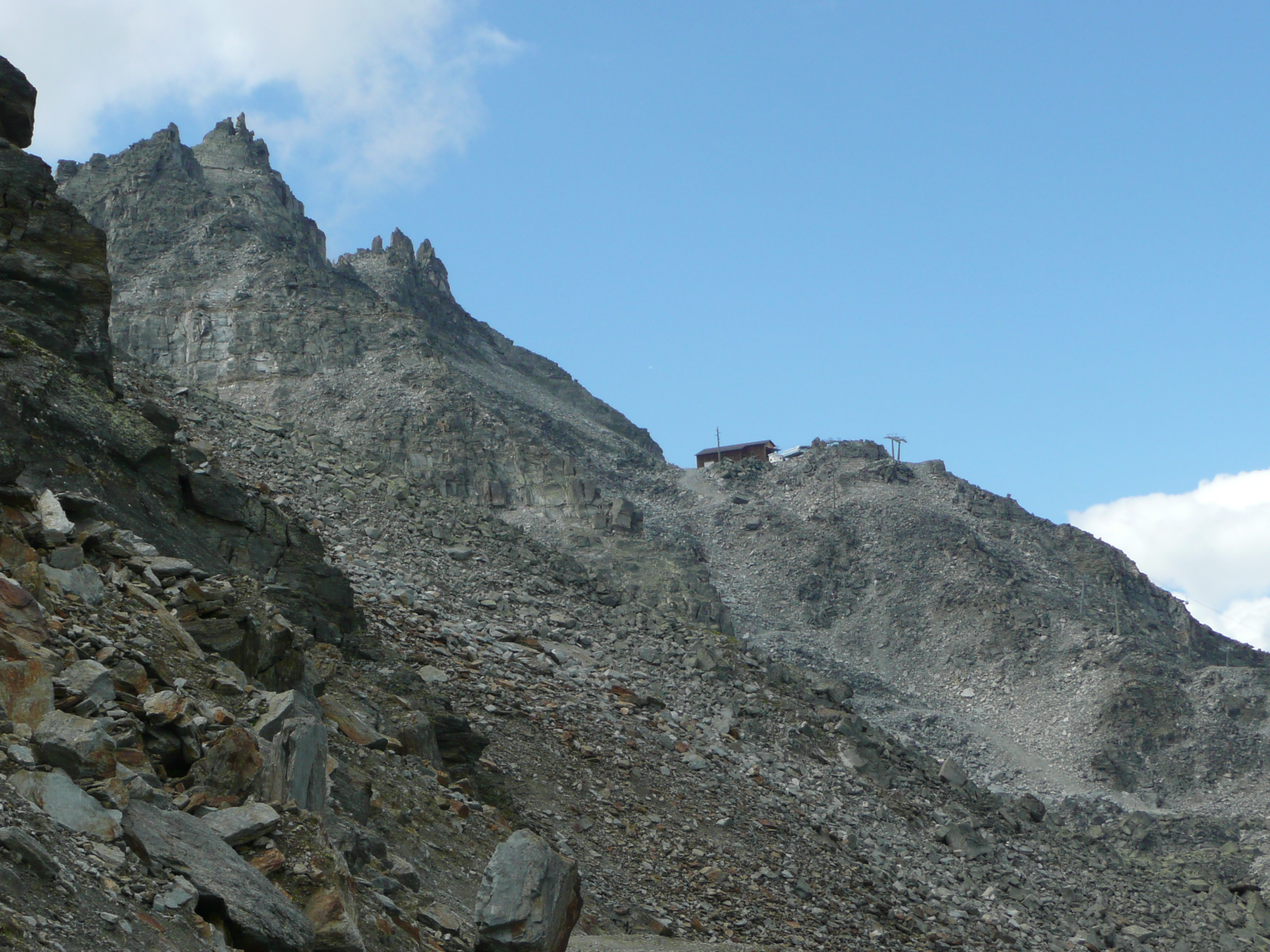

塞塔爾峰（Seetalhorn），是瑞士的山峰，位於該國南部，由瓦萊州負責管轄，屬於本寧阿爾卑斯山脈的一部分，海拔高度3,037米，每年平均降雨量1,585毫米。